# Крушиновское
Круши́новское (устар. Крушиновка; бел. Крушынаўскае) — крупнейшее озеро Рогачёвского района Гомельской области Беларуси. Относится к бассейну Друти, правого притока Днепра.

## География
Озеро располагается на высоте 145 м над уровнем моря в болотистой лесной местности, между деревней Великая Крушиновка и агрогородком Озераны, в центральный части территории Озеранского сельсовета.

## Общая характеристика
Акватория озера имеет вытянутую форму длиной 1,9 км и шириной до 0,72 км, ориентированную в направлении север-запад — юго-восток. Площадь водной поверхности составляет 96 га. Наибольшая глубина — 7,1 м, средняя — 4,1 м.
Площадь водосбора — 23,6 км². Сток из озера идёт в Друть: из северной оконечности — по реке Зазерье, и через безымянный ручей, вытекающий с южной стороны.